# Filep Karma
Filep Karma Semuel Jacob (* 15. August 1959 in Biak; † vor oder am 1. November 2022) war ein politischer Aktivist für die Unabhängigkeit Westpapuas.
Sein Vater, Andreas Karma, war zuerst bei der niederländischen Kolonialverwaltung als Beamter tätig und hielt weitere administrative Funktionen, nachdem Westpapua 1963 Indonesien zugesprochen worden war. Sein Cousin, Constant Karma, diente als stellvertretender Gouverneur von Papua.
Filep Karma studierte Politikwissenschaften an der Universität Surakarta in Zentral-Java. Danach arbeitete er als Angestellter in Jayapura. In den Jahren 1997–1998 studierte er in Manila.
Nach seiner Rückkehr nach Indonesien war er an der Unabhängigkeitsbewegung Papuas, Organisasi Papua Merdeka, beteiligt. Im Juli 1998 nahm er an Protestveranstaltungen gegen eine indonesische Okkupation auf der Insel Biak  teil. Während dieser Unruhen starben etwa 100 Demonstranten, erschossen von indonesischen Streitkräften. Am 6. Juli 1998 wurde er verhaftet und blieb bis zum 3. Oktober 1998 in Haft. Im Januar 1999 wurde er von den indonesischen Behörden des Hochverrats beschuldigt und zu 6,5 Jahren Haft verurteilt. Nachdem Einspruch eingelegt worden war, wurde er am 20. November 1999 aus dem Gefängnis entlassen. Am 1. Dezember 2004, dem Jahrestag der Unabhängigkeit von den Niederlanden, nahm er an einer Zeremonie teil, bei der er die von Indonesien verbotene Flagge Westpapuas an einem Flaggenmast aufzog. Für diesen Akt wurde er erneut vor einem indonesischen Gericht des Hochverrats angeklagt und zu 15 Jahren Haft verurteilt. Im August 2011, als Indonesien eine Amnestie für politische Häftlinge in Westpapua erklärte, weigerte er sich, ohne bedingungslose Freilassung von der Möglichkeit dieser Amnestie Gebrauch zu machen. Im Jahre 2005 erklärte ihn Amnesty International zu einem politischen Gefangenen und setzte sich seitdem für seine Freilassung ein.
Am 19. November 2015 wurde Karma endlich vorzeitig aus der Haft entlassen.
In westlichen Medien galt Karma als der bekannteste Aktivist für die Unabhängigkeit Westpapuas.
Karmas Leiche wurde am 1. November 2022 an einem Strand in Jayapura aufgefunden.